# 傅德生
傅德生，湖南省新化縣人，清朝棟軍棟字隘勇副營把總，曾參與乙未戰爭。
1895年4月，清廷因甲午戰爭戰敗而簽訂馬關條約，割讓福建臺灣省予日本。消息傳至臺灣後，本島人成立臺灣民主國，各地皆起兵響應抗日，傅德生亦召集鄉勇籌備守衛鄉里。5月29日，日軍近衛師團登陸澳底，乙未戰爭遂起。6月中旬，臺北城陷落，傅德生率軍北上，於楊梅、湖口和新竹一帶與日軍激戰，其後參與八卦山戰役。